# Boukary Sabo
Boukary Sabo (* 1924 in Dan Amaria; † 22. Juni 2022 in Niamey; auch Boukari Sabo) war ein nigrischer Politiker. Er war von 1972 bis 1974 Außenminister Nigers.

## Leben
Boukary Sabo wurde im Dorf Dan Amaria geboren, das heute zum Gemeindegebiet von Mayahi gehört. Er machte von 1947 bis 1948 seinen Militärdienst. Nachdem er bereits zuvor als Lehrer gearbeitet hatte, wurde er danach Direktor der neu gegründeten Grundschule in Diffa und übernahm 1956 die Leitung der Grundschule in Illéla. 
Im Jahr 1959 wurde Boukary Sabo als PPN-RDA-Abgeordneter für den Kreis Tessaoua in die Nationalversammlung gewählt. Präsident Hamani Diori berief ihn am 23. November 1965 in die Regierung, zunächst als Minister für Information und Jugend. Am 15. Januar 1970 wurde er Minister für öffentlichen Dienst und Arbeit und am 17. August 1972 schließlich Außenminister.
Am 15. April 1974 wurde Hamani Diori durch einen Putsch von Seyni Kountché abgesetzt. Boukary Sabo wurde wie die meisten Minister verhaftet. Er wurde zunächst im Militärlager Tondibiah in Niamey festgehalten und danach in Niamey unter Hausarrest gestellt. Nach einem Krankenhausaufenthalt wurde er nach Frankreich ausgeflogen. Nach dem Tod Seyni Kountchés 1987 ließ sich Boukary Sabo in Mayahi nieder, wo sein Bruder Kantonschef war, und widmete sich der Landwirtschaft. Er gründete 1989 eine Nichtregierungsorganisation für die Errichtung von Brunnen.
Boukary Sabo war das Oberhaupt einer einflussreichen Familie, der die Politiker  Ali Sabo, Nassiriou Sabo, Oumarou Hadari, Gado Sabo und Moctar Gado Sabo entstammten. Er starb 2022 in einem Krankenhaus in Niamey.

## Ehrungen
- Kommandeur des Nationalordens Nigers (2012)[3]